# Línea Valladolid-Zaratán del Transporte Metropolitano de Valladolid
La conexión Valladolid-Zaratán de la red del Transporte Metropolitano de Valladolid es un servicio de autobuses interurbanos operado por Autocares Interbús, como parte de la concesión VACL-126 de la Junta de Castilla y León.

## Horario
La línea circula entre las 7 y las 23 horas aproximadamente, aunque esto varía según el día de la semana.
| Día                                          | Lugar de salida | Primer servicio | Último servicio | Frecuencia   |
| -------------------------------------------- | --------------- | --------------- | --------------- | ------------ |
| Lunes a jueves laborables                    | Valladolid      | 7:00, 8:00      | 22:30           | cada 30 min. |
| Lunes a jueves laborables                    | Zaratán         | 7:20            | 22:20           | cada 30 min. |
|                                              |                 |                 |                 |              |
| Viernes laborables y L-J vísperas de festivo | Valladolid      | 7:00, 8:00      | 23:30           | cada 30 min. |
| Viernes laborables y L-J vísperas de festivo | Zaratán         | 7:20            | 23:20           | cada 30 min. |
|                                              |                 |                 |                 |              |
| Sábados laborables                           | Valladolid      | 8:00            | 23:00           | cada 60 min. |
| Sábados laborables                           | Zaratán         | 8:20            | 23:20           | cada 60 min. |
|                                              |                 |                 |                 |              |
| Domingos y festivos                          | Valladolid      | 9:00            | 23:00           | cada 60 min. |
| Domingos y festivos                          | Zaratán         | 9:20            | 23:20           | cada 60 min. |

## Paradas
La línea circula desde la estación de autobuses de Valladolid a la plaza del Poniente y el barrio de La Victoria; continuando por la avenida de Gijón (carretera N-601) hacia el centro comercial Equinoccio y finalmente llega a Zaratán. El trayecto de vuelta también da servicio al barrio de la Huerta del Rey y la Feria de Muestras.
| Valladolid - Zaratán                                        | Valladolid - Zaratán                                               |
| Hacia Zaratán                                               | Hacia Valladolid                                                   |
| ----------------------------------------------------------- | ------------------------------------------------------------------ |
| C/ Puente Colgante, 2 estación de autobuses                 | Ctra. Mota esq. c/ Barrero                                         |
| Pº Isabel la Católica esq. pza. Poniente                    | Cº Fuensaldaña fte. c/ Anillo                                      |
| Avda. Gijón, 6 esq. pza. San Bartolomé                      | Pza. Ronda esq. c/ Nueva                                           |
| Avda. Gijón fte. instituto Cristo Rey                       | Cº Prado esq. cº La Flecha                                         |
| Ctra. N-601 p. k. 195,00 concesionarios                     | C/ Cañadón esq. c/ Jabero                                          |
| Ctra. N-601 centro comercial (sentido Zaratán)              | Ctra. N-601 centro comercial (sentido Valladolid)                  |
| Ctra. Mota esq. c/ Esuebio González Suárez, centro de salud | Ctra. N-601 esq. c/ Ceramistas                                     |
| Ctra. Mota esq. c/ Barrero                                  | Avda. Gijón instituto Cristo Rey                                   |
|                                                             | Avda. Ramón Pradera esq. avda. Gloria Fuertes, Feria de Valladolid |
|                                                             | Pº Isabel la Católica fte. pza. Poniente, rosaleda                 |
|                                                             | Pº Zorrilla, 10                                                    |
|                                                             | Pº Filipinos esq. pº Zorrilla                                      |

- El billete desde Valladolid permite continuar hasta la parada C/ Cañadón esq. c/ Jabero.